# نبرد دیرالعاقول
نبرد دیرالعاقول در ۱۰ رجب سال ۲۶۲ (۸ آوریل ۸۷۶ میلادی برابر با ۲۵ فروردین ۲۵۵ ) بین سپاه یعقوب لیث صفاری و معتمد، خلیفه عباسی در ساحل شرقی دجله در ۸۰ کیلومتری جنوب بغداد اتفاق افتاد که با پیروزی عباسیان و توقف پیشروی صفاریان در عراق همراه بود.

## مقدمات جنگ
بعد از تصرف فارس و خوزستان و سرکوبی محمد بن واصل توسط یعقوب، توجه وی به بغداد یعنی مرکز خلافت معطوف شد. عامل این توجه می‌تواند شامل؛ تعصبات ضد عربی یعقوب و سودای جهانگشایی او باشد ولی علل دیگری نیز وجود داشت که باعث چنین توجهی شد. این عوامل را باید در مرکز خلافت پیدا کرد که عبارتند از؛ رقابت‌های نزدیکان و اطرافیان خلیفه (ترکان)، آرزوی خلافت موفق، برادر خلیفه، که حتی با یعقوب نیز مکاتباتی داشت و دخالت سایر مدعیان خلافت به خصوص فرزندان واثق، عبدالله و محمد، که حتی عبدالله به یعقوب لیث پیوست و او را برای تصرف بغداد تطمیع کرد. بنابراین، مسائل فوق ذکر شده، انگیزه‌هایی برای جلب توجه به بغداد شد ولی شخصیت مرموز یعقوب موجب شد که نقشه‌های یعقوب در هیچ جا فاش و منعکس نشود.
بعداز منظم کردن امور فارس و خوزستان که با نظر و دستور خلیفه انجام شده بود، توقف بیش از اندازه یعقوب در فارس و حرکت او به سمت خوزستان و دجله موجب نگرانی خلیفه گردید که باعث شد خلیفه فرمانی را به وی ابلاغ کند. در این حین سفیران ترکستان، هند، سند، چین، زنگ و روم همراه با هدایا و نامه‌های فراوان به دیدار یعقوب در جندی شاپور رفتند و در این دیدار وی را «ملک الدنیا» خواندند که این اتفاق موجب نگرانی بیش از پیش خلیفه شد  و کینه خلیفه را افزایش داد؛ بنابراین، خلیفه با مشورت با برادر خود تصمیم گرفت که از طریق مکر و حیله و توطئه، یعقوب را متوقف سازد چون قدرت کافی برای مقاومت در برابر یعقوب را نداشت و اینکه یعقوب بسیار معروف و خوشنام شده بود.
پس خلیفه نامه‌ای به یعقوب مبنی بر دعوت از او برای تجلیل از خدماتش نوشت که هدف از این کار، تلاش برای دور کردن یعقوب از سپاهش و محل تجمع ایرانیان بود ولی مماشات ظاهری خلیفه و برادرش با یعقوب موجب اعتراض بزرگان، نزدیکان و اقوام در نتیجه قیام مردم علیه آن‌ها شد. ادامه این اعتراضات، موجب شد خلیفه، یعقوب را لعن کرده و آماده نبرد وی شود. پس از تغییر ناگهانی رویکرد خلیفه نسبت به یعقوب، وی به عسکر مکرم آمد و در آنجا نامه‌ای به خلیفه نوشت و خواستار حکومت خراسان، فارس، سیستان، کرمان و قزوین و شرطگی بغداد و سامرا شد و ضمناً خواستار لغو نامه خلع او از مناصب و تکفیر وی شد اما با پاسخ مساعد خلیفه رو به رو نشد؛ بنابراین، از عسکر مکرم، به سمت شوش رفت و آماده نبرد با خلیفه شد و در مقابل معتمد سپاه خودرا جمع و یعقوب را در مقابل حجاج خراسان لعن کرد.

## جنگ

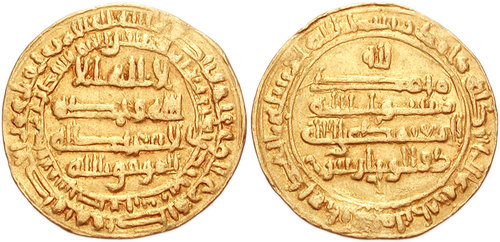
اسلامی، خلافت عباسی. ابوالعباس احمد المعتمد. 870-892. دینار AV (21 میلی متر، 2.87 گرم). نعنا سنا. مورخ 271 هجری قمری (5/884 م). قسمت اول کلیما; به نقل از وارث موفق در ذیل، نعنا و خرما در افسانه باطنی / ادامه کلیمه; به نقل از وزیر ذوالویزرتین در زیر. آلبوم 223; رجوع کنید به آلبوم 240.6 برای درهم های AR با این نوع. VF خوب. نادر.

پس موفق با سپاه خود عازم نبرد با یعقوب شد و در مقابل نیز، یعقوب به سمت بغداد حرکت کرد و دو سپاه در حوالی دیرالعاقول (شرق دجله) باهم رو به رو و مشغول صف آرایی شدند. ابتدا خلیفه و موفق به حیله متوسل شدند و ابراهیم بن سیما را با لباس و اسلحه مخصوص خلیفه به دیدار یعقوب فرستادنند تا بتوانند با حیله یعقوب را غافل گیر کرده و وی را به قتل برسانند ولی یعقوب به این توطئه پی برد و به آن‌ها حمله کرد. در این اتفاق، تعدادی از سپاهیان دو طرف کشته شدند.
بعداز این درگیری، موفق با حمله‌ای مستقیم به لشکر یعقوب یورش برد و جنگ سنگینی بین دو لشکر رخ داد. هم‌زمان با نبرد، نیروهای کمکی خلافت به فرماندهی دیرانی و محمد بن اوس به کمک موفق آمدند که نبرد را شدت بخشید. به دنبال افزایش نیروهای موفق، سپاهیان یعقوب که تاب مقاومت را نداشتند، شروع به فرار کردند.ولی یعقوب به همراه خواص خود به مقاومت پرداخت.نبرد تا نماز عصر ادامه داشت، در این بین، معتمد آب نهر سبت (انشعابی از دجله) را درمیان لشکر یعقوب باز کرد و در پشت سپاه وی، به قرارگاه وی حمله کرد و آنجا را به آتش کشید بنابراین سپاه یعقوب بین آب و آتش‌گیر افتادند که باعث شد مقاومت یعقوب درهم بشکند و در این میان محمد بن طاهر، آخرین امیر طاهری که اسیر یعقوب بود از بند گریخت و به خلیفه عباسی پناه برد و درآخر با زخمی شدن وی از ناحیه دست و گلو و کشته شدن دو تن از فرماندهان او، حسن درهمی و محمد بن کثیر، وی مجبور به عقب‌نشینی به سمت واسط شد نتیجتاً این جنگ با پیروزی معتمد در روز ۱۰ رجب ۲۶۲ مصادف با عید شعانین همراه شد و معتمد بیان کرده که شب قبل از جنگ خواب دیده که کسی بر سینه وی نوشته است:انّا فتحنا لک فتحاً مبیناً
سوره فتح، آیه ۱ 
محمد بن عون بلخی، شاعر آن دوران در وصف این پیروزی این دو بیت را سروده است:
| لله ما یومنا یوم الشعانین    |  | فض الاله به جیش الملاعین |
| و طار بالئاکث الصفار و منشمر |  | کانما بعره غسل السراجین  |

## علل شکست یعقوب
- بازکردن آب دجله به روی سپاهیان یعقوب که موجب گیر کردن سواران در گل و عدم حرکت آن‌ها شد
- تشکیل شدن سپاه یعقوب از افراد و گروه‌های مختلف فکری و سیاسی از جمله مطوعه، عیاران، خوارج و … که هر کدام نسبت به خلیفه یک رفتار و تفکر داشتند
- تلاش یعقوب برای رسیدن به هدف خود بدون جنگ با استفاده از موفق بالله[۱۰]